# 손 the guest
《손 the guest》는 2018년 9월 12일부터 2018년 11월 1일까지 OCN에서 방영된 드라마이다.

## 등장 인물

### 주요 인물
- 김동욱 : 윤화평 역(아역 최승훈) - 악령을 알아보는 영매
- 김재욱 : 최윤 역(아역 정유근) - 악령을 쫓는 구마 사제
- 정은채 : 강길영 역(아역 김지영) - 악령을 믿지 않는 형사

### 주변 인물
- 이원종 : 육광(본명: 육승호) 역 - 박수무당
- 박호산 : 고봉상 역 - 길영의 파트너 형사
- 안내상 : 양윤모/이상철 신부 역 - 상용시 교구 구마사제

### 그 외 인물
- 유승목 : 윤근호 역 - 화평의 아버지
- 이해영 : 강력반 반장 역
- 신수호
- 남문철 : 한신부역 - 윤의 스승사제
- 윤종석 : 최상현 신부 역 - 윤의 친형, 화평의 할아버지에 빙의돼 있던 박일도에 의해 손에 빙의
- 전배수 : 김영수 역 - 빙의된 계약직 직원
- 유서진 : 김영수 딸 역
- 최홍일
- 장하란
- 이용녀
- 이영란 : 윤화평의 할머니 역
- 한규원
- 공상아 : 윤화평의 어머니 역
- 오초희 : 안유미 역 - 택시악령 납치 피해자
- 이중옥 : 최민상 역 - 택시악령 납치 가해자
- 백범수 : 최민구 역 - 택시악령 납치 가해자
- 이시은
- 백수련 : 최민상 엄마 역
- 허웅
- 김혜은 : 박홍주 역 - 국회의원
- 김태훈 : 강종렬 역
- 김시은 : 김륜희 역 - 강종렬 여자친구
- 송용태 : 전계양여고 수위 역
- 박승태 : 송현주의 할머니 역
- 김승태
- 하지은 : 한미진 역
- 손용환
- 심이영 : 이혜경 역 - 정서윤의 어머니 / 정현수의 아내
- 허율 : 정서윤 역 - 혜경과 현수의 딸
- 이주실 : 정서윤의 외할머니 역
- 김형민 : 정현수 역 - 정서윤의 아버지 / 이혜경의 남편
- 이상훈 : 노규태 역
- 최홍일
- 김민채
- 배진홍 (목소리 출연)
- 전은미
- 백승철
- 여무영 : 박홍주의 아버지 역
- 이현균 : 이철용 역
- 오일영 : 박일도 역
- 김로사 : 고형사 아내 역
- 백천기 : 김태운 형사 역
- 정동규
- 박지아 : 김신자 역
- 전무송 : 윤무일 역 - 윤화평의 할아버지 / 박일도 귀신
- 유병훈
- 류성록
- 신현종
- 김봉환
- 김두봉
- 김효진
- 안도은
- 최정은
- 최낙윤 (목소리 출연)
- 손경원 : 작업반장 역
- 미상 : 손 역 - 여러 사람들에게 빙의
- 김익태 : 신부 역
- 김재흠 : 상용 경찰서장 역
- 이종구 : 신부 역

### 특별출연
- 박효주 : 길영의 어머니 역 - 형사
- 신신범 : 뒤에 까까머리 여자 귀신이 계시는 할아버지 역
- 남정희
- 우상전

## 시청률
최저 시청률과 최고 시청률은 시청률 조사회사와 지역별로 시청률에 차이가 있을 수 있습니다.
| 2018년 | 2018년    | 2018년     | 2018년      | 2018년 |
| 회차   | 방송일자  | AGB 시청률 | TNmS 시청률 |        |
| ------ | --------- | ---------- | ----------- | ------ |
| 1화    | 9월 12일  | 1.575%     | 2.2%        |        |
| 2화    | 9월 13일  | 2.902%     | %           |        |
| 3화    | 9월 19일  | 2.572%     | %           |        |
| 4화    | 9월 20일  | 3.207%     | %           |        |
| 5화    | 9월 26일  | 2.899%     | %           |        |
| 6화    | 9월 27일  | 2.960%     | %           |        |
| 7화    | 10월 3일  | 3.025%     | %           |        |
| 8화    | 10월 4일  | 3.151%     | %           |        |
| 9화    | 10월 10일 | 2.887%     | 3.8%        |        |
| 10화   | 10월 11일 | 3.054%     | 4.2%        |        |
| 11화   | 10월 17일 | 2.616%     | 4.4%        |        |
| 12화   | 10월 18일 | 3.297%     | 4.6%        |        |
| 13화   | 10월 24일 | 3.328%     | %           |        |
| 14화   | 10월 25일 | 3.378%     | 5.0%        |        |
| 15화   | 10월 31일 | 3.399%     | %           |        |
| 16화   | 11월 1일  | 4.073%     | 5.6%        |        |